# DSB IC3
IC3/Y2 열차는 덴마크 및 스웨덴의 디젤 동차로, 1989년부터 ABB에서 제작하였다. 덴마크 쪽의 이름 IC3은 3량 인터시티 열차라는 뜻이다.

## 역사
IC3 차량의 개발은 1983년부터 시작되었지만 개발 계획은 그 이전부터 시작하였다.

### 개발 초기
1972년 덴마크 철도 125주년을 맞이하였고, 2년 후인 1974년부터 새로운 변화가 시작되었다. 그 시기에 새로운 시간표 시스템 K74가 도입되어 1분 단위까지 정확한 시간표를 짜기 시작하였다. 새로운 차량 도색이 도입되었고, 디자인 그룹 개념이 도입되었다. 1977년에는 기존의 장거리 열차였던 린톡(lyntog)을 1980년까지 폐지하기로 하고, 새로운 인터시티 열차를 도입하기로 하였다. 이를 위하여 차량 제작 팀 APO를 구성하였고, 각각 APO Dieseltratktion(디젤 기관차), APO Eltraktion(전기 기관차), APO S-tog(통근 열차), APO Fjerntog(장거리 열차)이라고 불렸다. APO 디젤트락션, APO 엘트락션 그룹은 각각 DSB ME와 DSB EA 기관차를 제작하였고, APO S-토그와 APO 피예른토그 그룹은 두 시제차만 생산하였다.
APO 피예른토그 그룹은 장거리 열차로 사용할만한 열차를 찾거나 개발하기로 하였다. 구성원들은 여러 생각을 가지고 있었고, 창 지붕을 없애고 냉난방 장치를 설치하고, 차량 간을 이동할 수 있는 큰 문을 설치하기로 했다. 비슷한 시기에 덴마크 정치계에서는 전철화 논의를 시작하였기 때문에, 전기와 디젤 둘 다를 사용하는 열차를 개발하거나 기관차 견인 열차를 개발하기로 하였다. 그레이트 벨트 페리 운행이 예정되어 있었으므로 편성 길이는 124m를 넘길 수 없었다.
기존에 만들어진 열차 중에서는 요구 사항을 만족하는 차량이 없었기 때문에 직접 열차를 개발하기로 하였다. 시제차는 26.4미터 객차 5량이 연결된 형태였고, 4량은 순수 객차, 1량은 서비스 객차였다. 기관차 견인으로 예정되었기 때문에, 디젤트락션 및 엘트락션 그룹과 협력하여 차후 완성될 이들 그룹의 양산형 차량과 기술적인 면을 공유하기로 하였다.
1979년 두 시제차가 제작되었으나, 여러 문제로 양산형 제작은 1981년까지 연기되었다. 기존의 차량으로 열차를 편성하였을 시 편성 중량은 약 200~210톤이었으나, 시제차의 차중은 260톤까지 나갔다. 냉난방 장치 역시 시제 단계여서 문제가 발견되었다. 바깥쪽의 공기 흐름에 영향받았기 때문에 그레이트 벨트 해협에서 문제가 되었다. 전기식 출입문을 사용하였기 때문에 페리를 탈 때에는 별도의 전원 케이블이 연결되어야 했다. 하지만 페리 운행 중에는 열차에 전원 케이블이 연결되지 않아서, 승객들은 열차에서 나가 페리의 객실로 올라가야 했다.

### IC3의 탄생
1983년 시간표 그룹은 장거리 열차의 조건을 제시하였고, 이 조건은 IC5 시제차 제작 과정에서 많은 것을 참고하였다. 고정된 창문과 냉난방이 필요하였고, 전기와 디젤 둘 다를 사용할 수 있어야 하고, 각각 편성 사이는 강력하게 연결되어야 하였고, 이 외에도 여러 조건이 있었다. 당시 정치계에서 전철화 논의가 끝나지 않았기 때문에 제어 객차가 있는 기관차 견인 열차를 사용할 예정이었다.
이 조건을 만족하는 열차를 생산하기 위해서 덴마크 철도는 닐스 투고르드 닐센(Niels Tougård Nielsen)을 고용하여, 이후 IC3이 될 열차의 초안을 만들었다. 전두부와 운전실 부분, 관절 대차, 컴퓨터 제어 등이 추가되었다. 1930년대에 관절 대차를 사용한 차량은 고속 주행에서 안정적이지 못했지만, 50년 동안이나 해결되지 못할 문제라고 생각하지는 않았다. 이를 위하여 대차 주변에 장치가 추가되었다. 또한 여태까지 나온 시제차들은 별로 만족스럽지 못하다고 판단하여, IC3 83편성을 주문하기로 제안하였다. 그의 안은 통과되었다.
IC3 제작은 IC5보다 더 까다로웠다. 제작을 담당한 스칸디아 측에서는 알루미늄 가공에 익숙하지 않았고, 컴퓨터 제어 시스템을 제작해 본 경험이 없어서 지멘스를 포함한 3개 회사에 제작을 의뢰하였다. 1987년 스칸디아는 IC3 제작 중 파산하였고, 이후 ABB에 인수되었다. 1988년 첫 차량이 완성되었으나 덴마크 철도에 인도되지는 못했다. 컴퓨터 제어를 사용하는 구동부 문제 및 화장실 자동 잠금 문제가 초반에 제기되었고, 예상했던 고속 주행 시 관절 대차부의 진동 문제가 나타났다. 화장실에 누군가가 있거나 잠금 단추를 누른 경우, 혹은 화장실 고장 시에 자동으로 잠기는 기능이 있었으나, 때때로 아무 이유도 없이 잠기기도 했다. 단일 차량 단위 운행은 쉬웠으나, 중련 연결에서 더 많은 문제가 발견되었다.
1990년 1월 시제차의 문제점이 대부분 해결되었고, 예정보다 4년 늦은 1991년 여름부터 영업 운행을 시작하였다.

### 미래
IC3 열차가 처음으로 운행한 지 15년 후에 덴마크 철도에서는 IC4를 제작하여 IC3의 역할을 이전하고, 기존 IC3 열차는 기어비와 엔진을 개조하여 지역 열차로 사용할 예정이었다. IC4 제작은 계속 지연되었고, 현재에도 IC3은 원래 목적인 장거리 열차로 계속 사용되고 있다. 모든 열차의 기어비 및 엔진이 개조되었고, 일부 열차는 객실도 개조되어 접이식 의자 및 자판기가 설치되었다.

## 기술 사양
IC3 및 파생형 열차의 눈에 띄는 특징은 전두부와 운전실이다. 바깥쪽에서 보았을 때에는 평평한 운전실을 큰 고무판이 둘러싸고 있는 것으로 보인다. 운전실 자체는 열차 내에서 분리되어 있지만, 운전대와 운전석은 큰 전두부 관통문에 설치되어 있다. 2량 이상이 중련 연결되었을 때에는 전두부 관통문이 접혀서 통로가 되고, 큰 고무판으로 연결 통로가 밀폐된다. 최고 5중련까지 가능하며, 파생형 전동차 IR4/셔틀 열차 IC2와도 중련이 가능하다.
객차는 알루미늄으로 제작되었고, 관절 대차를 사용한다. 두 선두차에 298 kW 디젤 엔진이 각각 2개씩 장착되어 총 편성 출력은 1192 kW이다. 편성 질량 97t으로, 기계식 동력 전달과 잘 조절된 기어비로 가속 성능이 높다. 덴마크의 인터시티 열차는 역간 거리가 짧기 때문에 최고 속도보다는 가속도 위주로 기어비가 조정되어 있다.
현재 IC3은 96편성, IR4는 44편성이 반입되어 있다. 파생형으로 IC2 13편성과 외레순토그 79편성이 있다. 선두차는 각각 MFA/MFB, 중간 객차는 FF로 불린다.
일부 IC3은 스웨덴의 칼마르-린쾨핑에서 운행 중이며, 스웨덴에서는 이 차량을 Y2라고 부른다. 전철화 구간이 증가하면서 운행 구간은 줄어들고 있다. 원래 10편성이 수출되었다가 4편성이 2003년 덴마크로 역수입되었다.
이스라엘 철도에서도 약 50편성의 IC3이 운행되고 있다. 일부 차량은 IAI 산하 RAMTA에서 조립되었고, 9편성은 덴마크와 스웨덴에서 사용하였던 중고 차량이다. 중고 차량 10편성을 수출하기로 계획하였으나, 스웨덴에서 1편성이 폐차되어서 9편성만 중고로 수출하였다. 이스라엘 소유 IC3 중 2편성은 1997년 암트랙에 대여하여 미국에서 시험 운행을 하였다.
스페인 렌페 594급은 IC3을 기반으로 한 2량 디젤 동차이며, 벨기에 MS96은 IC3의 전두부만 빌려왔다.

## 파생형

### IR4

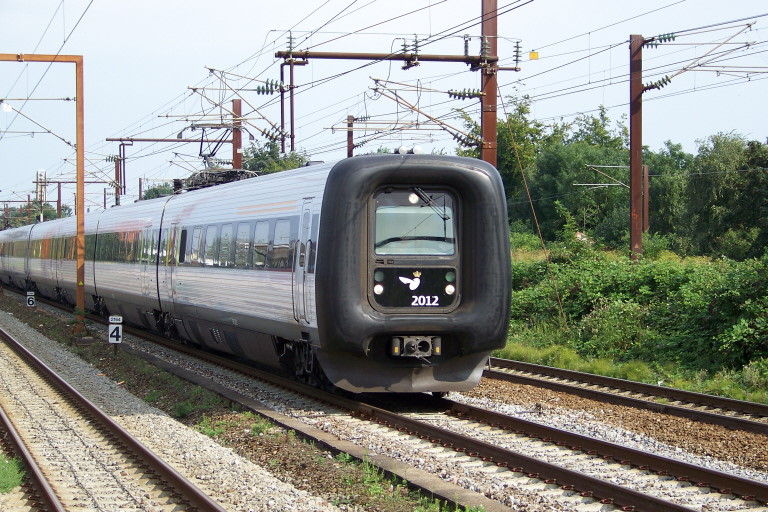
IR4

IC3의 첫 파생형 IR4는 전기로 구동된다. 덴마크 지역 열차로 설계되었으나, 인터시티 열차에도 사용할 수 있도록 개조되었다. 전철화된 구간에서 하나 이상의 IC3 편성과 중련 연결을 할 수 있다. 이름에서 알 수 있듯이 4량 1편성이며, 넓은 출입문이 장착되어 있고, 외관상으로는 IC3의 선두차와 비슷하다. 총 44편성 제작되었고, 모두 영업 중이다.

### IC2

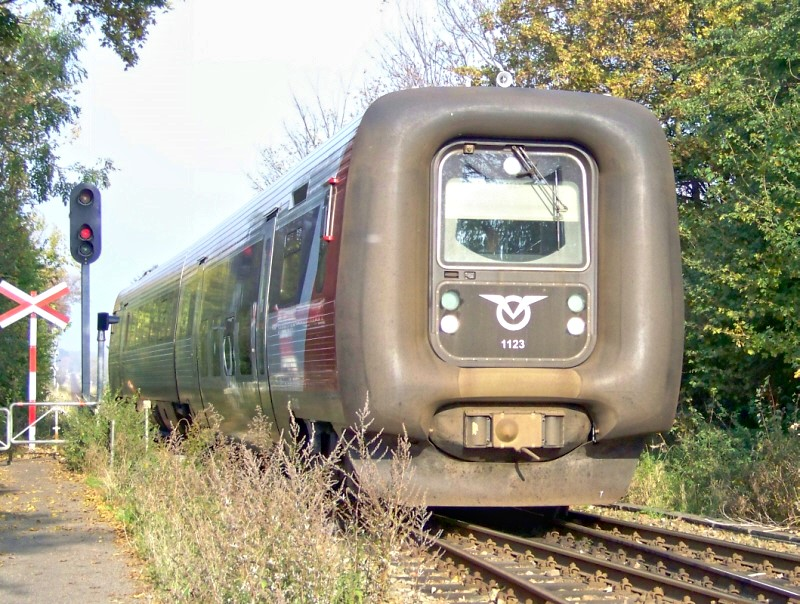
IC2

1992년부터 1993년까지 제작되었으며, 덴마크의 사철을 위한 새로운 차량으로 제작되었다. 원래 계획은 IC3 편성의 중간 객차를 삭제하고 나머지 선두부 객차에서 엔진을 삭제한 형태로 제작하기로 했으나, 사철 회사들이 만족하지 않아서 현재의 형태로 변경되었다. 총 2량의 MF/FS 객차가 있다. MF 객차는 동력이 있으며, 운전실 쪽으로 출입문이 있다. 총 2개의 엔진이 설치되어 편성 출력은 627 kW로, 동력부는 IC3과 비슷하다. FS 객차는 제어 객차로, 저상 출입문을 장착하기 위해서 디자인이 변경되었다. 출입문의 높이는 60cm으로, 자전거와 휠체어 등이 쉽게 들어갈 수 있다.
IC3은 총 4개의 엔진이 장착되어 있으며, 각각 출력은 298 kW이며, 엔진과 교류 발전기가 직접 연결되며, 공랭식으로 냉각된다. IC2의 엔진은 총 2개이며, 각각 출력은 313 kW이며, 엔진과 발전기가 직접 연결되지 않으며, 수냉식으로 냉각된다. IR4와는 달리 IC2는 IC3과 직접 중련 연결이 불가능하다. 기계적으로 연결은 가능하지만, 상호간 제어 시스템은 호환되지 않는다. 이 문제를 해결하기 위해서 모든 제어 신호가 나오는 IC3을 제외한 다른 모든 열차에는 제어 시스템 호환을 위한 모듈이 추가되어야 중련 운행을 할 수 있다. 차량 단가 및 사용 가능성 문제 때문에 IC2에서는 제어 시스템 호환 모듈이 삭제되었고, 필요하다면 나중에 추가할 수 있다.
총 13편성이 제작되었고, 3량과 10량이 각각 두 사철 회사에 반입되었다.

### ET/X31K

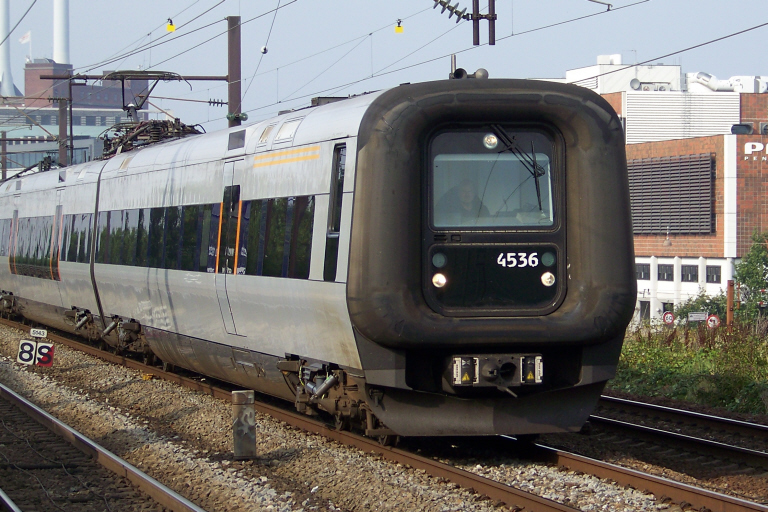
ET/X31K

외레순 다리 주변 지역의 지역 교통을 위하여 설계되었다. 덴마크와 스웨덴에서 공동으로 운행하며, 외레순 다리 주변 지역에서만 운행한다. 전후 동력차 ET/객차 FT로 구성되어 있으며, 덴마크(교류 25kV 50Hz)와 스웨덴(교류 15kV 16 2/3Hz)의 전철화 시스템을 모두 지원한다. 제작사 측은 콘테사라고 부르며, 덴마크는 ET, 스웨덴은 X31K로 부른다. IC3과 비슷한 점은 전두부와 운전석이며, 대차와 구동부는 봄바르디어 레지나와 비슷하다.

## 같이 보기
- DSB IC4

## 참고
- 차량 정보
- 덴마크 소유 IC3 목록
- 덴마크 소유 IC3 목록